# コスモポリタニズム
コスモポリタニズム（英: cosmopolitanism）とは、全ての人間は、国家や民族といった枠組みの価値観に囚われることなく、ただ一つのコミュニティに所属すべきだとする考え方である。世界市民主義・世界主義とも呼ばれる。
また、コスモポリタニズムに賛同する人々をコスモポリタンと呼ぶ。

## 概要
古代ギリシャのディオゲネスが初めて唱えた。その背景にはポリスの衰退により「ポリス中心主義」が廃れたこととアレクサンドロス3世（大王）の世界帝国構想があった。その後のストア哲学では禁欲とともにコスモポリタニズムを挙げて人間の理性に沿った生き方を説いた。近代ではカントが穏健なコスモポリタニズム的思想を打ち出した。
コスモポリタニズムの発展的・急進的形態として世界国家構想が挙げられる。これは「人種・言語の差を乗り越えた世界平和には全ての国家を統合した世界国家を建設すべきである」という考え方に立って主張されたものである。
現在においてこの構想に似た理想を掲げている組織はEUだが、EUはあくまでヨーロッパ圏内の統合を目指すものとされており、世界国家或いは世界政府を志向するものではない。
また、第二次世界大戦後のアメリカ合衆国はグローバリズムを掲げて世界各国に政治的・軍事的に介入をしており、事実上世界政治に最も実行力を持つ政府である。しかしアメリカは伝統的にはモンロー主義に代表される内向き・地域主義志向が強く、第一次世界大戦でモンロー主義から脱却した後も孤立主義的行動をしばしば採っている。
過去において最もコスモポリタニズムを指向した国家はソビエト連邦ともいわれる。ロシア革命を起こしたボリシェヴィキは、ロシア革命を世界革命の発端として考えていた。しかし、ソ連が期待していた西欧諸国での革命は起こらず、ソ連もスターリンが実権を握った後は一国社会主義に傾き、コスモポリタニズム的な世界革命論のトロツキズムを唱えたトロツキーは追放された。
帝国主義もある意味では世界国家を目指す動きであるともいえる。帝国主義はしばしば普遍的理想を掲げるが、その統合のやり方が「世界の人々を同胞として捉える」のではなく、特定（当該国）の国家や民族が絶対的優位に立ち、自国は他国をも膝下に統べる資格があると唱える統合であるため、通常コスモポリタニズムとは呼ばない。
しばしば誤解されるが、アナキズムと同一ではない。アナキズムが政府を否定する考え方なのに対し、コスモポリタニズムは国家や政府の存在を肯定している。

## 語源
cosmopolitanismという単語は、世界、宇宙、またはコスモスを意味するκόσμος（kosmos）と、市民または都市（の1つ）を意味するπολίτης（politês）から派生した古代ギリシア語: κοσμοπολίτης（kosmopolitês）に由来する。

## 定義
コスモポリタニズムの定義は、通常古代ギリシア語の語源である「世界市民（citizen of the world）」から始まる。しかし、クワメ・アンソニー・アッピアが指摘するように、もともとの「世界（world）」の意味は「コスモス（cosmos）」や「宇宙（universe）」という意味であり、現代の使用が想定している地球や世界（earthやglobe）のような意味はない。この問題点を回避した定義の1つとして、政治的グローバル化に関する近年の書籍では、次のように定義されている。
Cosmopolitanism can be defined as a global politics that, firstly, projects a sociality of common political engagement among all human beings across the globe, and, secondly, suggests that this sociality should be either ethically or organizationally privileged over other forms of sociality.
コスモポリタニズムは次のような性質を持つグローバルな政治として定義できる。第1に、地球上のすべての人間の間の共通の政治的な関わりの社会性を反映している。第2に、その社会性は、他の形態の社会性よりも倫理的または組織的に特権を与えられるべきものである。
中国語の「天下」という語は、本来は「帝国」の換喩だったが、現代になってコスモポリタニズムの概念として再解釈されるようになり、1930年代のモダニストによって、上海の世界芸術と文学（world arts and letters）の英文雑誌『天下月刊』のタイトルとして採用された。林語堂や温源寧などの多言語の中国人作家たちは、コスモポリタニズムの訳語として、より一般的な用語「世界主義」を使用している。